# Patria Para Todos
Patria Para Todos (PPT) es un partido político venezolano fundado el 27 de septiembre de 1997 y ubicado en la izquierda heterodoxa que aboga por el socialismo libertario; se originó de la escisión de un grupo de La Causa Radical.
Durante las gestiones del presidente Hugo Chávez Frías (1999-2013), el PPT asumió posturas intermitentes de apoyo y contrarias al gobierno. Algunos de sus militantes ocuparon altos cargos gubernamentales. En 2007, el rechazo al pedido presidencial de disolverse para conformar el (PSUV) propició, en su seno, el enfrentamiento de grupos de derecha e izquierda.  A partir de 2012 y por diferencias en torno a la selección de su Secretario General y el apoyo a la candidatura de Chávez, esos grupos se dividieron y separaron originando dos nuevos partidos: Movimiento Progresista de Venezuela y Avanzada Progresista.
Como organización política que en el Gran Polo Patriótico apoyaba el liderazgo del presidente Chávez y posteriormente al presidente Nicolás Maduro En agosto de 2020, cuando el un grupo de la militancia del partido decidiera retirarle su apoyo al gobierno de Maduro, sin embargo integrantes de la Dirección nacional acudieron al TSJ y fue designada en los últimos meses del año una junta ad hoc integrada por Ilenia Medina Beatriz Barraez y Liset Sabino por el Tribunal Supremo de Justicia que prosiguió el apoyo a Maduro.
En el año 2023 realizó asamblea nacional y nombró nuevas autoridades. Se eligió a Ilenia Medina como secretaria General

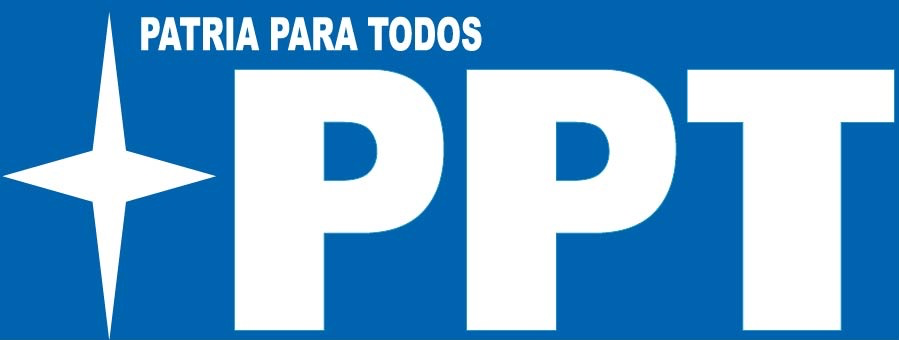
Tarjeta electoral del Partido Patria para Todos.

## Ideología
El PPT tiene como su fundamento ideológico y filosófico al pensamiento político-revolucionario de izquierda desarrollado por el ideólogo y político venezolano Alfredo Maneiro (1937-1982) y se ubica dentro del Socialismo democrático, de inspiración marxista libertaria (disidente del marxismo ortodoxo), por preferir una transición del capitalismo al socialismo a través de la coexistencia de un sistema democrático con la socialización de los medios de producción. Tiene por lema de su praxis revolucionaria a «la eficacia política y la calidad revolucionaria».
Debido a que Patria Para Todos (PPT) es un partido político plural y diverso, se opone a la línea de pensamiento único que caracteriza a los gobiernos monopartidistas, razón por la cual aboga por la socialización del gobierno a través de una coalición revolucionaria que sea verdaderamente incluyente, para que tenga participación real cada uno de los factores que forman parte del GPP (partidos políticos, movimientos sociales, organizaciones obreristas, comuneros, campesinos, cultores, etc); partiendo de la premisa de que el monopartidismo genera más vicios derechistas que prácticas revolucionarias.

## Estructura
La estructura del PPT fue establecida inicialmente en el documento de "Estatutos" del partido compuesto por cincuenta y cinco (55) artículos y que fuera redactado el 14 de febrero de 1997; dicho documento fue legalizado ante el Consejo Supremo Electoral, Dirección General Sectorial de Partidos Políticos, en fecha 16 de junio de 1998. Posteriormente, el 15 de abril de 2010, se presentó ante el (CNE) otro documento de "Estatutos" del PPT con solo cuarenta y cuatro (44) artículos que desde el 9° al 27° definen su organigrama.
A nivel organizacional, el partido PPT tiene en su ápice a la Asamblea Nacional que es la máxima autoridad del partido. En segunda instancia está la Dirección Nacional conformada por los miembros del Secretario Nacional, los Secretarios Generales Regionales y aquellos designados por la Asamblea Nacional. En tercera instancia, se encuentra el equipo Político o Secretariado, presidido por el Secretario General Nacional, para atender todos los asuntos políticos y organizativos. En cuarta instancia, están el Secretario General y la Secretaría de Organización con las distintas secretaría como la Secretaría de Finanzas, la Secretaría de Comunicación, la Secretaría de Programas Políticos y la  Secretaría de Relaciones Internacionales. En la quinta instancia, se encuentran los Equipos Regionales de Dirección; las Asambleas Regionales; los Equipos Locales; los Plenos Locales. Finalmente, y con competencia en todas las instancias del partido está el Consejo de la Dirección que es un organismo consultivo. 
A nivel operativo, el PPT organiza su acción política de abajo hacia arriba de la siguiente manera: los barrios, urbanizaciones, zonas, empresas e instituciones, se articulan a través de equipos de bases y plenos de bases; los municipios, pueblos y ciudades a través de equipos locales y plenos locales; las entidades federales del país se articulan a través de los equipos regionales de dirección y las Asambleas Regionales. 
La militancia al partido está abierta a toda persona interesada que "manifieste su voluntad de serlo, a quien asuma la Declaración de Principios y los Estatutos y sea aceptado por la organización".

## Historia

### Creación
El partido Patria Para Todos (PPT) surgió el 27 de septiembre de 1997 producto de la división de otra organización política denominada La Causa Radical (La Causa R). El antecedente de esa división se ubica en el enfrentamiento interno que experimentó La Causa R en ocasión de la selección de su candidato para las elecciones de la Gobernación del estado Bolívar (Venezuela); se enfrentaban las corrientes de derecha e izquierda: Víctor Moreno apoyado por Andrés Velásquez del ala de derecha contra Clemente Scotto quien contaba con el soporte del Secretario General del partido Pablo Medina del grupo de izquierda. 
Ese enfrentamiento y las diferencias en torno al posible apoyo a la aspiración presidencial de Hugo Chávez en las elecciones de 1998 profundizaron la brecha entre esas tendencias dentro de La Causa R; en 1997, los líderes acudieron al Consejo Supremo Electoral para resolver sus diferencias. Como consecuencia, se produjo la división del partido cuando la tendencia de derecha liderada por logró conservar el control del partido La Causa R, es decir, su nombre y símbolos. El bando de izquierda, liderado por Pablo Medina y Aristóbulo Isturiz fue expulsado de LCR y, en reacción, fundó una nueva organización política que denominó Patria Para Todos. 
Desde sus orígenes y por la experiencia política de sus dirigentes y militantes, se configuró como un partido de cuadros sustentado en el apoyo de seguidores que al igual que otros partidos venezolanos se concentran en la clase trabajadora.
Entre los cuadros más influyentes, que militaron, se encuentran María Cristina Iglesias, Alí Rodríguez Araque, Alberto Müller Rojas, Henri Falcón, Liborio Guarulla y Andrea Tavares, Julio Chávez, Miguel Angel Rodríguez y Margarita López Maya.
Entre los militantes activos de la actual directiva, se encuentran su actual secretario general Rafael Uzcátegui, la exdiplomática Ilenia Rosa Medina Carrasco, el cineasta y miembro del secretariado nacional Carlos Azpurua, y el exministro Eduardo Samán.

### Acercamiento a Hugo Chávez
Desde su fundación en 1997, el PPT inició una campaña dirigida a marcar una diferenciación en lo que fue su participación en La Causa R. Cuando el candidato del Movimiento V República (MVR), Hugo Chávez Frías, apenas empezaba a aparecer en las encuestas (tenía 8 %), detrás de los candidatos Irene Sáez y Henrique Salas Römer, el PPT decidió apoyar la candidatura de Chávez. Se unió a la alianza electoral denominada Polo Patriótico conformada por el MVR, Movimiento al Socialismo (MAS), el Movimiento Electoral del Pueblo (MEP), el Partido Comunista de Venezuela (PCV) y otros. 
En las Elecciones regionales de Venezuela celebradas el 8 de noviembre de 1998, el PPT apoyó las candidaturas de partidos del Polo Patriótico. Dichas alianzas regionales lograron victorias en tres gobernaciones (Estado Anzoátegui, Guárico y Vargas). Y en las Elecciones parlamentarias celebradas también el 8 de noviembre de 1998, el PPT obtuvo siete diputados y un senador al Congreso bicameral de la República de Venezuela. Un mes después, 6 de diciembre, se celebraron las Elecciones presidenciales resultando ganador el candidato del Polo Patriótico, Hugo Chávez Frías, con el 56,20% de los votos e iniciándose así el proyecto ideológico y social denominado Revolución Bolivariana. 
Aprobada la redacción de una nueva constitución según los resultados del Referéndum constituyente de Venezuela del 25 de abril de 1999 que fue promovido por el presidente Hugo Chávez Frías, el PPT participó en las elecciones realizadas en julio de ese año para seleccionar por sufragio directo, universal y secreto a los asambleístas o constituyentes de la Asamblea Nacional Constituyente.

### Primer distanciamiento de Hugo Chávez
El PPT se retiró de alianza electoral Polo Patriótico por divergencias en la selección y apoyo de los candidatos para las «megaelecciones» del 30 de julio de 2000, es decir, los comicios presidenciales regionales, municipales y parlamentarias que se celebraron conjuntamente ese día. Se produjo así un primer distanciamiento, de varios, que realizó el partido hacia el proyecto del presidente Hugo Chávez Frías.
En las elecciones generales de Venezuela de 2000 resultó ganador el presidente Hugo Chávez Frías con el 59,76 % de los votos sobre Francisco Arias Cárdenas candidato de La Causa Radical que obtuvo el 37,52 %; en las elecciones parlamentarias, para elegir por primera vez a los diputados de la nueva Asamblea Nacional después de aprobada la Constitución de Venezuela de 1999, el PPT solamente obtuvo un escaño. En las elecciones regionales de 2000, el PPT obtuvo solamente la gobernación de Guárico para su candidato Eduardo Manuitt y quince alcaldías.

### Nuevo acercamiento Hugo Chávez
En el año 2002, el PPT se volvió a integrar al chavismo, conformando la plataforma electoral Bloque del Cambio  y algunos de sus cuadros ocuparían altos cargos gubernamentales.
En las elecciones regionales celebradas el 31 de octubre de 2004, el PPT logró 194.656 votos o el 3 % del total, es decir, retuvo la gobernación de Guárico para su candidato Eduardo Manuitt y conquistó diecisiete alcaldías.
En las elecciones parlamentarias de Venezuela de 2005 celebradas el 4 de diciembre, el PPT obtuvo diez curules. En las elecciones municipales y parroquiales de 2005, celebradas el 7 de agosto, el PPT logró el 6 % de la preferencia electoral.
En las elecciones presidenciales de Venezuela de 2006, celebradas el 3 de diciembre, el PPT se unió a la alianza electoral que apoyaba la candidatura por la reelección de Hugo Chávez y contribuyó con 597.461 votos o el 5,13 % del total nacional. 

### Fusión al PSUV
A principios del 2007 y a través de la vocería de su secretario general José Albornoz, el PPT expresó dudas sobre la propuesta de Hugo Chávez para que se desmantelara y uniera al Partido Socialista Unido de Venezuela (PSUV) que sustituiría al Movimiento V República para agrupar a todos los partidos pro-gubernamentales en una sola formación y dirección política. En esa oportunidad, un contingente de cuadros y líderes decidieron aceptar la invitación de unirse a la nueva organización política de Chávez y abandonaron el PPT: Aristóbulo Istúriz, Bernardo Álvarez, Lelis Páez, Rodolfo Sanz, Henry Cabrera del estado Aragua, Orlando Castillo; seis de los diez diputados electos en el 2005 Mario Isea, Manuel Villalba, Roy Daza, Juan Montenegro, Carlos Gamarra y Jhonny Milano; el gobernador del Estado Guárico Eduardo Manuitt; un grupo de alcaldes y otros dirigentes regionales y locales como Miguel Benavides, Julio Millán, Lusbelia Marín y Víctor Ángel. En el liderazgo del PPT permanecieron José Albornoz, Rafael Uzcátegui, Pastora Medina y otros. Otro partido político, Por la Democracia Social (Podemos), experimentó similar suerte de deserciones cuando algunos de sus cuadros emigraron al PSUV en apoyo a la Revolución bolivariana. En reacción, su Secretario General de Podemos, Ismael García inició la ruptura de la alianza que tenía con Chávez y luego apoyó a la MUD hasta el 2012.

### Posición ante la reforma constitucional
Meses después, el 15 de agosto de 2007, el Presidente Chávez formalizó la presentación ante la Asamblea Nacional de su iniciativa para someter a Referéndum la modificación de 69 artículos de la Constitución de la República Bolívariana de Venezuela de 1999, con el objetivo de convertir, legalmente, a Venezuela en un Estado socialista; aumentar el período presidencial de seis a siete años y establecer su reelección continua. 
El 2 de noviembre de 2007 y siguiendo los procedimientos constitucionales, Chávez presentó su propuesta ante la Asamblea Nacional para que la discutiera y, después de sancionarla, convocara un referendo en un plazo no mayor de 30 días. El PPT se unió a otras 15 organizaciones políticas para promover, a través de la campaña del "Si", la aprobación de la reforma constitucional. El 2 de diciembre, se celebró la consulta popular del referéndum constitucional de Venezuela de 2007. La propuesta oficial apoyada por el PPT resultó perdedora.

### Gran Polo Patriótico
A inicios de 2008, el Secretario General del PPT José Albornoz fue elegido para la segunda vicepresidencia de la unicameral Asamblea Nacional, donde ese partido solo contaba con 6 diputados de los 165. 
Durante la precampaña para las elecciones regionales y locales de 2008 a celebrarse en noviembre de ese año, el PPT inicialmente lanzó sus propias precandidaturas pero luego decidió adherirse al (Gran Polo Patriótico) - conformado por el PSUV y el Partido Comunista PCV - donde se proponía postular candidaturas conjuntas a los cargos para estados y municipios. Ya en plena campaña se termina de conformar la coalición oficialista denominada como "Alianza Patriótica" e integrada además del PPT por el PSUV, PCV, MEP, UPV, Gente Emergente, IPCN y otros partidos minoritarios como Joven. Pero, las discusiones sobre las candidaturas conjuntas fueron álgidas y sin consenso. Por tal motivo, el 11 de octubre de 2008, el presidente Hugo Chávez rechazó la presentación de candidaturas independientes del PPT y el PCV distintas a las propuestas dentro de la "Alianza Patriótica". Chávez condenó que el PPT y el PCV se negaran a unirse al PSUV y los acusó de contrarrevolucionarios, mentirosos, desleales y divisionistas vaticinando su desaparición del mapa político nacional. En esos comicios celebrados el 23 de noviembre de 2008, el PPT obtuvo 196.790 votos o el 1,78% del total nacional; con dicho resultado logró apoderarse de solo 5 alcaldías.

### Posición ante la enmienda constitucional
En diciembre de 2008, el presidente Hugo Chávez Frías propuso realizar, a través de una iniciativa legislativa, una enmienda de 5 artículos de la Constitución de la República Bolivariana de Venezuela de 1999 a través de una consulta de referéndum popular y para permitir la postulación de cualquier cargo de elección popular de manera continua.  Como contribución, el PPT propuso al presidente Chávez incluir en la enmienda a todos los funcionarios electos pero la idea fue rechazada parcialmente; a principios de enero de 2009, Chávez aceptó incluir en el proyecto de enmienda constitucional la reelección ilimitada también para gobernadores, alcaldes y diputados. 
En consecuencia, el PPT se unió a los partidos del "Comando Simón Bolívar" que promovían la opción propuesta de aprobación o el "Sí"por Hugo Chávez y la Asamblea Nacional para enmendar la Constitución a través del Referéndum Aprobatorio de la Enmienda Constitucional. La propuesta gubernamental del Referéndum celebrado el 15 de febrero de 2009 fue aprobada.

### Disidencia del chavismo
A principios de marzo de 2010, el político Henry Falcón, crítico al presidente Chávez dejó el PSUV para unirse al PPT. En desacuerdo con su aceptación en el PPT, el 19 de marzo de 2010 se produce una renuncia, en masa, de 110 de sus militantes (dirigentes y seguidores) quienes deciden emigrar al PSUV.
A mediados de mayo de 2010, el secretario general del PPT José Albornoz fue destituido, por mayoría oficialista, de la segunda vicepresidencia de la Asamblea Nacional y sustituido por Marelis Pérez Marcano del PSUV para lo que restaba de período legislativo, es decir, hasta el 5 de enero de 2011.  Comentarios críticos que habría expresado días antes al cuestionar la existencia de democracia en el país y la ausencia a una de las sesiones fueron los detonantes y justificativos de su destitución propuesta por el parlamentario Mario Isea quien le acusó de usar la segunda vicepresidencia como una trinchera de la oposición. En respuesta, José Albornoz denunció que su destitución estuvo motivada por la intolerancia, un irrespeto a las posiciones diferentes, así como una violación a la Constitución Nacional y al Reglamento de Interior y de Debate. Las relaciones entre el PPT y el PSUV continuaron el deterioro iniciado en el 2007 cuando se le invitó a disolverse para formar parte del partido único de la Revolución Bolivariana.

### Elecciones parlamentarias de 2010
En las elecciones parlamentarias celebradas el 26 de septiembre de 2010, el PPT obtuvo 677 472 votos o el 4,1 % del total nacional y logró 2 escaños en la Asamblea Nacional unicameral para el período 2010-2015, es decir, duplicó su presencia legislativa; por otra parte, la coalición gobernante PSUV-PCV obtuvo la mayoría simple, es decir, 98 de los 165 escaños. A pesar del pequeño número de representantes parlamentarios, el PPT creció en importancia política por tener el voto que necesitaría la coalición gobernante para pasar o rechazar leyes habilitantes que requerían la mayoría cualificada de 2/3 partes o la mayoría absoluta de 99 diputados.
En las elecciones regionales, celebradas a escasos dos meses y medio de las legislativas, el 5 de diciembre de 2010, para elegir a los gobernadores de los estados Amazonas y Guárico así como los alcaldes de once municipios, para el período 2011-2015, el PPT cambió la estrategia de sus alianzas y resolvió postular a su propio candidato para la reelección en la gobernación en Amazonas Liborio Guarulla con el apoyo de la MUD, es decir, de la alianza opositora al gobierno representado en el Gran Polo Patriótico.  En los municipios Nirgua y Manuel Monge, el PPT decidió apoyar las candidaturas de la MUD. Los resultados de los comicios indicaron que el PPT logró la victoria de su candidato Liborio Guarulla. 

### Separación de la Revolución Bolivariana y división interna
Hasta el año 2010, el PPT se mantuvo, en algunas ocasiones, como aliado del presidente Chávez pero a partir de esa fecha cambió de criterio y empezó a diseñar sus alianzas electorales con criterio independiente al del gobierno. En mayo de 2011, varios partidos de izquierda como el PPT, Podemos, Causa R, Bandera Roja y Vanguardia Popular manifestaban el deseo de respaldar la precandidatura presidencial del entonces gobernador de Miranda, Henrique Capriles Radonski, miembro del partido Primero Justicia y principal contendiente de la oposición o MUD contra la reelección, para un cuarto mandato consecutivo, del presidente Chávez como candidato de la coalición oficialista Gran Polo Patriótico.
El 30 de junio de 2011, el presidente y candidato Hugo Chávez Frías confirmó públicamente que tenía cáncer y que estaba en La Habana (Cuba) recuperándose de una operación practicada el 20 de junio para extirparle un tumor maligno. Chávez había manifestado, públicamente, problemas de salud desde el 9 de mayo de 2011 cuando suspendió una gira por Brasil, Ecuador y Cuba debido a una inflamación en la rodilla.
El 27 de septiembre de 2011 y durante la Asamblea Extraordinaria Nacional del PPT (convocada por PPT-Maneiro) se seleccionó a Alejandro Tellería como Secretario General en sustitución de José Albornoz. Pero pocos días después, el 15 de octubre de 2011 y durante la IX Asamblea Extraordinaria Nacional del PPT, se aprobó -por votación directa y secreta de 305 delegados en las 16 mesas de discusión- participar en las elecciones primarias de la MUD previstas para el 12 de febrero de 2012 y apoyar la candidatura de Henrique Capriles Radonski en las elecciones presidenciales del 7 de octubre de 2012; asimismo y considerando la renuncia irrevocable de José Albornoz, se decidió designar a Simón Calzadilla del PPT-Nacional como secretario general del PPT y ratificar la dirección nacional del partido. 
En reacción a lo decidido, el dirigente del PPT-originario y secretario de organización, Rafael Uzcátegui tildó de fraudulento e irrito ese proceso mediante el cual se decidió apoyar a Henrique Capriles Radonski. Denunció también que la propuesta de apoyo al candidato opositor Capriles Radonski fue impulsada por los gobernadores de Lara y Amazonas, Henri Falcón y Liborio Guarulla, quienes habrían coaccionado a los militantes a votar.
El distanciamiento al gobierno de Chávez iniciado en el 2010, la renuncia del secretario general del PPT, José Albornoz, y la posterior celebración de dos asambleas para seleccionar su sustituto así como el apoyo al candidato opositor Henrique Capriles Radonski mostró la existencia de distintas grupos y divisiones ideológicas dentro del PPT: La facción del PPT-Nacional o ala de derecha que lideraba Simón Calzadilla y apoyaba a la MUD y su candidato; el PPT-Maneiro, del ala de izquierda, liderado por Luís Tellería y José Manuel López; el PPT-Originario, del ala de izquierda, liderado por Rafael Uzcategui e Ilenia Medina. Las dos facciones de izquierda del PPT seguían apoyando a Chávez quien para esa época había sido diagnosticado con cáncer. 

### Primera intervención judicial y acoplamiento con la Revolución Bolivariana
Los conflictos entre las facciones de izquierda y derecha se hizo visible nuevamente en el contexto de la selección del sustituto del Secretario General del PPT, José Albornoz. Esa selección provocó diferencias irreconciliables entre las facciones PPT-Maneiro y el PPT Originario. 
Ante ese enredo ocasionado por la existencia de dos personas en el mismo cargo de Secretario General, el 1 de noviembre de 2011, Tellería Dorante y José Manuel López, de la facción de izquierda PPT-Maneiro, interpusieron un recurso contencioso electoral, con medidas cautelares, ante la Sala Electoral del Tribunal Supremo de Justicia de Venezuela (TSJ) para impugnar la elección de las autoridades del PPT seleccionadas el 15 de octubre de 2011.  En sentencia número 137 del 24 de noviembre de 2011, el TSJ suspendió los efectos de las elecciones de las dos autoridades designadas en septiembre y octubre de 2011 y ordenó a Simón Calzadilla, Rafael Uzcátegui y Luis Alejandro Tellería que asumieran, temporalmente, la dirección del PPT hasta que se decidiera todo el caso judicialmente. 
Posteriormente, el 6 de junio de 2012 y antes de la celebración de las elecciones presidenciales del 17 de octubre de ese año, el Tribunal Supremo de Justicia de Venezuela (TSJ) decidió el caso validando a las autoridades designadas en la Asamblea del partido celebrada el 10 de abril de 2010, es decir, desconociéndose a las dos autoridades que fueron seleccionadas en las asambleas del 27 de septiembre y 15 de octubre de 2011 y reconociéndose así solo al Secretario Nacional de Organización, Rafael Uzcategui, como autoridad legítima y autorizándolo para que actuara como Secretario General; asimismo, el (TSJ) ordenó la selección de nuevas autoridades del PPT en un lapso de 90 días continuos y mediante un proceso electoral. Esta decisión judicial sobre las autoridades del PPT así como el acercamiento político realizado por Rafael Uzcategui a la coalición de izquierda gubernamental Gran Polo Patriótico, creada en el año 2012, provocó una división y separación de la facciones del ala de izquierda del partido PPT: el 25 de junio de 2012 se funda el Movimiento Progresista de Venezuela (MPV) liderado por Simón Calzadilla quien apoyó la candidatura de Henrique Capriles Radonski en las inminentes elecciones presidenciales.  Asimismo y por las mismas razones, se produce la salida de varios de los líderes del ala de derecha y vinculados a la fracción del PPT-Nacional como Liborio Guarulla y Henri Falcón quien el 27 de junio de 2012 fundó su propio partido Avanzada_Progresista con algunos miembros opositores de Podemos liderados por Ismael García y apoyó la candidatura de Henrique Capriles Radonski en las elecciones presidenciales de elecciones presidenciales  del l7 de octubre de 2012. Al finalizar ese proceso de divisiones, el PPT Originario logró el derecho exclusivo de conservar el nombre original del partido,"Patria Para Todos (PPT)", dirigir y aplicar sus estatutos y principios.
El resultado de las elecciones presidenciales del 17 de octubre de 2012 favoreció la reelección consecutiva, para el período 2013-2019, de un ya convaleciente Chávez; el PPT, como miembro del Gran Polo Patriótico, obtuvo 220.003 votos o 1,47% del total de 8.191.132 votos válidos.
En ese contexto y bajo la conducción de la fracción del PPT que apoyaban el liderazgo del presidente Chávez, (PPT- Originario), se materializó un acoplamiento del partido con el Gran Polo Patriótico y el apoyo, irrestricto, a las iniciativas del gobierno en el seno de la Asamblea Nacional. El PPT ha manifestado su descontento en otros escenarios distintos al legislativo y sobre distintos aspectos políticos y económicos: fue crítico con la desatención de las denuncias del robo de 20 mil millones de dólares a través de empresas de maletín que, en el año 2012 y durante el control cambio, recibieron divisas del gobierno; protestó, con limitado éxito, su exclusión del Gran Polo Patriótico en coyunturas distintas al electoral o la intención de revivir la idea de un partido único que representara a la revolución bolivariana o la intención de objetar sus 5 candidaturas, independientes y distintas al PSUV, en las elecciones municipales del 8 de diciembre de 2013.

### Segunda intervención judicial
El 21 de agosto de 2020 el Tribunal Supremo a solicitud de parte de la Dirección Nacional del Partido Patria Para Todos, dicta unas medidas cautelares, suspende la directiva y designa una junta ad hoc, cuyos nombres fueron propuestos por el equipo político firmante de la solicitud de amparo: Wuillian Montaño, Willian Rodriguez, Vladimir Miró entre otros, quedando dentro de esta junta tres fundadoras del partido: Ilenia Medina, Beatriz Barraez y Lisett Sabino. La Sala Constitucional respondió en menos de 24 horas a la solicitud, disolviendo a la junta directiva encabezada por Rafael Uzcátegui y reemplazándola por una encabezada por Medina. El PPT fue el segundo partido intervenido que formó parte del Gran Polo Patriótico pero se separó como disidencia, el primero siendo el partido Tupamaro. También fue el quinto partido intervenido en total, los otros siendo Acción Democrática, Primero Justicia y Voluntad Popular. Quienes estuvieron en desacuerdo con la sentencia del PPT optaron por formar parte de la Alternativa Popular Revolucionaria, una coalición política de izquierda crítica con el gobierno de Nicolás Maduro.

## Desempeño político-electoral
Como organización política que aboga por el socialismo democrático, el PPT ha experimentado un descenso en su popularidad y apoyo popular, es decir, su conexión con los movimientos de base. 
Mientras que en las elecciones presidenciales de Venezuela de 2006, obtuvo 597.461 votos o el 5,13 % del total nacional, en las elecciones parlamentarias de Venezuela de 2010 logró 677,472	votos pero el 4.1% del total nacional; luego, en las elecciones presidenciales de Venezuela de 2012, el PPT obtuvo 220.003 votos o el 1,47% del total nacional. 
En las Elecciones presidenciales de Venezuela de 2013 celebradas el 14 de abril de 2013, el PPT logró 117.485 votos o el 0,78 % del total nacional, contribuyendo así a la victoria del candidato de la coalición de izquierda Gran Polo Patriótico: Nicolás Maduro. Como la diferencia entre los dos candidatos a la presidencia fue de solo 1,56%, quedó de manifiesto que el pequeño aporte del PPT fue vital para la victoria de Nicolás Maduro y la revolución bolivariana.
En las Elecciones municipales de Venezuela de 2013, el representante del PPT, Rafael Neptaly Quero, resultó vencedor como alcalde de Tocópero, Estado Falcón, en el occidente de Venezuela para el período 2013-2017, siendo el único alcalde que resultó elegido por parte del PPT.
En las Elecciones parlamentarias de Venezuela de 2015, el PPT se presentó nuevamente como organización política de la coalición de izquierda Gran Polo Patriótico; su Secretaria de Organización, Ilenia Rosa Medina Carrasco, participó en esas elecciones como candidata Lista por PPT y, simultáneamente, por el Gran Polo Patriótico como aspirante a diputado lista en calidad de primer suplente de la candidata Tania Valentina Díaz González del PSUV en el  (Gran Polo Patriótico) por el Distrito Capital de la ciudad de Caracas. Los otros candidatos del PPT fueron: Sandra Flores, candidata Lista por el estado Anzoátegui; Robert González, candidato suplente por el Circuito 3 del Estado Yaracuy y Carlos Azpurua candidato Lista por el estado Miranda.
En su programa electoral para las aprlamentarias del 2015, el PPT promovió proyectos legislativos como la Ley de Respeto al Bolívar como Unidad Monetaria y a las políticas monetarias nacionales, la Ley de Rendición de Cuentas del Sector Empresarial por el uso de los bienes públicos y por el otorgamiento de las divisas nacionales y la Modificación de la Ley del Sistema Nacional de Planificación Pública. En esa contienda electoral, el PPT fue incapaz de obtener apoyo popular suficiente para ganar escaño alguno, y en consecuencia perdió toda su presencia política en la Asamblea Nacional para el período 2016-2021.
Como el PPT en las elecciones parlamentarias del 2015 obtuvo menos del 1% del voto total debe comprobarle, nuevamente, al Consejo Nacional Electoral (CNE) que cuenta con un número suficiente de seguidores que le permitan seguir funcionando como partido político.
En agosto de 2017, el Consejo Nacional Electoral (CNE) anunció públicamente que el PPT cumplió con la recolección de firmas necesarias para renovarse legalmente como partido político.
El 17 de agosto de 2020, el grupo que acompañaba a Rafael Uzcategui, ex Secretario General del PPT y el Partido Comunista de Venezuela (PCV) anunciaron públicamente su separación del  Gran Polo Patriótico (GPP), para aliarse a otros partidos políticos de izquierda y movimientos obreros, campesinos y comuneros, en la conformación de una nueva coalición denominada Alternativa Popular Revolucionaria (APR), por considerar que el gobierno no solo incumplió el compromiso que adquirió con el PPT y el PCV en año 2017, sino que además desmontó las conquistas alcanzadas por el comandante Hugo Chávez. Tras hacer dicho anuncio, la Alternativa Popular Revolucionaría (APR) denunció públicamente estar siendo objeto de amedrentamiento por parte de las fuerzas pretorianas del gobierno, y que hay indicios que llevan a pensar que el gobierno pretende intervenir los partidos que integran la nueva coalición izquierdista, para nombrar directivas que sean títeres de Nicolás Maduro.
Un grupo de Dirigentes Nacionales del PPT que estaba en desacuerdo con la ruptura política con el Presidente Nicolás Maduro Moros y cuyos derechos estaban siendo violentados por la fracción del Rafael Uzcategui,  por cuanto comenzaron a crear estructuras paralelas, acudieron al TSJ y consignaron un documento solicitando el nombramiento de una Junta Ad Hoc, cuyos nombres fueron propuestos por el equipo politico a diferencia de las Juntas Ad Hoc de otros Partidos Políticos, así como el establecimiento del lapso de un (1) año para cumplir con esta tarea. 
Es así, como en fecha  20 de agosto del 2020, el Tribunal Supremo de Justicia dictó sentencia No 0122, donde "Se designa una Junta Ad Hoc para llevar adelante el proceso de reestructuración necesario de la Organización Politica PATRIA PARA TODOS (PPT), presidida por Ilenia Medina quien deberia: Cumplir las funciones directivas y de representacion de la organizaciön antes indicada, para dirigir el proceso de reordenamiento organizativo y democratico interno, en estricto apego a la Constitución de la República Bolivariana de Venezuela, los Estatutos y la Declaración de Principios de la organizacion Patria Para Todos, asi como realizar la consulta interna para la cecesaria actualizacion  y modificacion de los Estatutos de la Organización, igual consulta interna deberia hacerse para la elección de las Secretarias Nacionales, Estadales y Municipales de la organización".  
Destacamos que el lapso otorgado por el Tribunal Supremo de justicia fue de doce (12) meses desde la fecha de publicación de la sentencia No0122 de fecha 20 de agosto de 2020, esto es, hasta el día 21 de agosto de 2021 estaría autorizada o bajo el amparo cautelar para cumplir sus funciones de Junta Ad Hoc. 
Transcurrido con creces el lapso estipulado por el Tribunal Supremo de Justicia y visto que la mencionada Junta Ad Hoc entró en desacato al no cumplir con lo ordenado, las bases del partido en rebeldía iniciaron en el marco de los estatutos vigentes el proceso de reorganización de abajo hacia arriba del Partido Patria Para Todos. 
Las integrantes de la vencida Junta Ad Hoc  ejecutaron un sicariato político, mediante un proceso de segregación y exclusión a través de comunicaciones en los medios y redes, así como dirigir oficios a las gobernaciones y alcaldías donde excluian parte de los  accionantes de la solicitud de amparo cautelar, dirigentes nacionales del PPT y diputados de la Asamblea Nacional: Vladimir Miró, Wuillian Montaño, Willian Rodriguez y Edgar Gonzalez,,  quienes han rechazado las prácticas autocraticas de la vencida Junta Ad Hoc quienes pretendian desconocer los estatutos vigentes, nombrando "promotores regionales" como figuras de dirección. Los mencionados Diputados de la Asamblea Nacional han manifestado su rechazo a estas prácticas y  han acompañado a las bases del partido en su proceso de reorganización.
Es importante destacar que la expulsión, exclusión, autoexclusión y segregación de las filas del PPT de militantes y dirigentes, Municipales, Regionales y Nacionales no están contempladas en los Estatutos vigentes ni en la Declaración de Principios, los hechos expuestos lesionan la vida interna de la organización dejando en indefencion a la militancia en el ejercicio de la democracia partidista, establecido como derecho humano en los términos del artículo 21 de la Declaración de Derechos Humanos, donde se establece que "la Voluntad del Pueblo es la base de la autoridad del Poder Publico",
Las bases del partido han efectuado a lo largo y ancho del territorio nacional 17 Plenos Asamblearios multitudinarios: Lara, Carabobo, Tachira, Mérida, Trujillo, Guarico, Nueva Esparta, Anzoategui, Bolívar, Aragua, Sucre, Falcon, Miranda, Yaracuy, Barinas, Zulia y Apure, debidamente notificadas al Consejo Supremo Electoral. 
Estado Lara Secretario de General Wuillian Montaño 
Estado Guarico: Martha Madrid 
Estado Tachira Adelso Orellana 
Estado Carabobo Edgar Gonzalez 
Estado Merida Hector Vivas 
Estado Nueva Esparta Anderson Vargas 
Estado Anzoategui Eduard Perez 
Estado Miranda Wilmer Avilez 
Estado Yaracuy Juan Manuel Segura 
Estado Apure Luis Yanumary 
Estado Aragua Cesar Alvarado 
Estado Sucre Ovidio Garcia 
Estado Falcon Rodolfo Chirinos 
Estado Bolivar Eduardo Acevedo 
Estado Barinas Arnoldo Avancini 
Estado Trujillo Eligio Garcia 
Estado Zulia Nolberto Rosales  
Actualmente la Organización Política Patria Para Todos, se encuentra en un limbo jurídico, dado que el lapso para la reorganización del partido venció el 21 de agosto del 2021.  La Asamblea Nacional de delegados es la máxima autoridad de la organización política y quien elige en democracia al Secretario General y Secretario de organización del PPT, así como el resto de las Secretarias.

## Resultados electorales

### Elecciones parlamentarias
| Año  | Votos   | %    | Diputados | +/- | Senadores | +/- |
| ---- | ------- | ---- | --------- | --- | --------- | --- |
| 1998 | 171 469 | 3,40 | 11/207    | 11  | 4/54      | 4   |
| 2000 | 101 246 | 2,27 | 1/165     | 10  |           |     |
| 2005 | 197 459 | 6,80 | 10/167    | 9   |           |     |
| 2010 | 353 979 | 3,14 | 2/165     | 8   |           |     |
| 2015 | 56 199  | 0,39 | 0/167     | 2   |           |     |
| 2020 | 87 994  | 1,41 | 8/277     | 8   |           |     |